# 대한다트연맹
대한다트연맹(大韓다트聯盟, Korea Darts Federation, KDF)은 대한민국의 다트 종목 행정을 총괄하는 스포츠 행정 기구이다.

## 같이 보기
- 프로페셔널다트코리아
- 대한장애인다트연맹